# Giovanni Dandolo (filosof)
Giovanni Dandolo, född den 29 juli 1861 i Borgoricco, död den 28 december 1908, var en italiensk filosof.
Dandolo var professor i teoretisk filosofi i Messina. Dandolos grundåskådning var positivistisk. Kunskapsproblemen behandlade han som ett psykologiskt problem. Mot den naiva realismen och den dogmatiska idealismen hävdade han i lika måtto den olösliga korrelationen mellan subjekt och objekt; erfarenhetens och kunskapens gränser ansåg han sammanföll. Bland Dandolos skrifter märks Le integrazioni psichiche e la percezione esterna (1898), Le integrazioni psichiche e la volontà (1900) samt Studi di psicologia gnoseologica (1905-1907).